# Anna-Euphrosyne Angelina
Anna-Euphrosyne Angelina, död 1253, var en rysk furstinna, gift med Roman II av Kiev. Hon var regent i furstendömet Galicien-Volhynien från 1205 till 1214 för sin son Daniel av Kiev. 